# Barbara Milewicz
Barbara Milewicz (alias Basia Milewicz, ur. w 1972 w Gdyni) – polska modelka.

## Kariera
Barbara Milewicz jest jedną z nielicznych i pierwszych polskich modelek, które w latach 90. przebiły się na rynek międzynarodowy, obok m.in.: Ewy Witkowskiej, Magdaleny Wróbel, Agnieszki Kotlarskiej, Agnieszki Pachałko, Agnieszki Maciąg, Agnieszki Martyny, czy Malwiny Zielińskiej.
Barbara Milewicz została odkryta w swoim rodzinnym mieście (Gdynia) w 1989 roku, przez łowcę talentów z agencji Berlin Models. Przez pierwsze dwa lata swojej kariery pojawiała się na wybiegach w Warszawie oraz Berlinie. Przełom nastąpił w 1992 roku kiedy podpisała kontrakt z paryskim oddziałem agencji Ford. Po kilku miesiącach brania udziału w castingach i przygotowywaniu portfolio dostała pierwszą pracę w Miss Vogue. Następnie wzięła udział w kampanie reklamowej firmy L’Oréal. Po tych sukcesach podpisała kontrakt z nowojorskim oddziałem agencji Ford. To pociągnęło za sobą kolejną lawinę sukcesów. Podpisała kontrakty z agencjami w: Los Angeles, Miami, Chicago i Toronto. Zaproszono ją do kampanii reklamowych firm: J. Crew, Liz Claiborne, Spiegel, Tresemmé, Vera Wang oraz Watters & Watters. W Nowym Jorku i Paryżu brała udział w pokazach : Alberta Ferretti, Complice, Sportmax i Dolce & Gabbana. Wielokrotnie pojawiała się na okładkach międzynarodowych wydań magazynów mody: Elle, Vogue, Shape, Marie Claire, Glamour.
Wystąpiła w teledysku Condemnation zespołu Depeche Mode.
Obecnie jest mężatką i przyjęła nazwisko męża Nahoum. Ma córkę Zofię.